# Katia Krafft
Catherine Joséphine "Katia" Conrad coniugata Krafft (Soultz-Haut-Rhin, 17 aprile 1942 – Monte Unzen, 3 giugno 1991) è stata una vulcanologa francese.
È ricordata per aver aperto la strada della vulcanologia alle donne e per aver creato nel 1969 il primo apparecchio portatile per le analisi di gas.

## Biografia
Katia nasce in Alsazia, a Soultz-Haut-Rhin nel 1942, in piena seconda guerra mondiale. Suo padre, Charles Conrad, è capo di produzione mentre la madre Madeleine Burey è direttrice di scuola. Nel 1957 supera il concorso della École normale primaire, all'epoca un prestigioso istituto creato per formare i maestri. A 18 anni, durante un viaggio estivo in Italia, assiste all'eruzione dell'Etna. Questo avvenimento la colpisce molto e rientrata in Francia decide d'iscriversi all'Università di Strasburgo dove ottiene una laurea in geochimica. Nel 1966 incontra Maurice Krafft, l'uomo che diventerà suo marito nel 1970 e con il quale condivide la sua passione per la vulcanologia. Nel 1969 ottiene, per i suoi primi lavori, il Prix de la Vocation creato dalla Fondazione Marcel-Bleustein-Blanchet per la vocazione per aiutare i giovani privi di mezzi a realizzare le loro "vocazioni". È l'inizio di una ricca carriera che porterà moglie e marito ad assistere e studiare i più importanti vulcani del mondo. La loro fama è alimentata anche dal ricchissimo materiale visivo che i due scienziati raccolgono durante i loro studi.
I loro studi si orientano dapprima verso i vulcani con eruzione effusiva, ma l'eruzione del monte Saint Helens del 1980, che causò circa una sessantina di morti, e l'Eruzione del Nevado del Ruiz del 1985, che causò circa 23.000 morti, ebbero un tale impatto sui coniugi Krafft che spinsero la coppia di scienziati a orientare i loro studi sui vulcani con eruzione esplosiva.
È morta assieme al marito Maurice Krafft in seguito a una colata piroclastica durante l'eruzione del monte Unzen, in Giappone, il 3 giugno 1991. Alcuni giorni dopo il decesso e l'uscita del loro ultimo documentario intitolato Fire of love, il governo delle Filippine decide di evacuare i piedi del Pinatubo salvando così la vita di numerosi abitanti che sarebbero stati colpiti dall'eruzione del giugno 1991.
I Krafft sono noti per essere stati pionieri nel filmare, fotografare e registrare i vulcani, spesso sostando a pochi metri dalle colate laviche. La vasta collezione audiovisiva e fotografica (otre 300.000 foto) è in gran parte conservata presso il Museo nazionale di storia naturale di Francia.

## Riconoscimenti
- Il 25 febbraio 1975 ricevono dal presidente della repubblica francese Valéry Giscard d'Estaing, il Prix Liotard. Il premio fu creato nel 1948 dalla Società degli esploratori francesi, in onore dell'esploratore Louis Liotard.[5]
- Dal 1992 la hall del museo La cité du volcan di Bourg-Murat sull'Isola della Riunione gli è dedicata, questo per ricordare l'impegno che profusero per la creazione del museo.[6]
- Nel 2022 Sara Dosa realizza il lungometraggio Fire of Love che ritraccia la vita dei due vulcanologi.
- Nel 2022 Werner Herzog realizza il documentario The Fire Within: A Requiem for Katia and Maurice Krafft.

## Opere
- Con Maurice Krafft :
  - À l'assaut des volcans, Islande, Indonésie, Paris, Presses de la Cité, 1975, 112 p.
  - Préfacé par Eugène Ionesco, Les Volcans, Paris, Draeger-Vilo, 1975, 174 p.
  - La Fournaise, volcan actif de l'île de la Réunion, Saint-Denis, Éditions Roland Benard, 1977, 121 p.
  - Volcans, le réveil de la Terre, Paris, Hachette-Réalités, 1979, 158 p.
  - Dans l'antre du Diable: volcans d'Afrique, Canaries et Réunion, Paris, Presses de la Cité, 1981, 124 p.
  - Volcans et tremblements de terre, Paris, Les Deux Coqs d'Or, 1982, 78 p.
  - Volcans et dérives des continents, Paris, Hachette, 1984, 157 p.
  - Les plus beaux volcans, d'Alaska en Antarctique et Hawaï, Paris, Solar, 1985, 88 p.
  - Volcans et éruptions, Paris, Hachette-Jeunesse, 1985, 90 p.
  - Les Volcans du monde, Vevey-Lausanne, Éditions Mondo, 1986, 152 p.
  - Objectif volcans, Paris, Nathan Image, 1986, 154 p.
  - Führer zu den Virunga Vulkanen, Stuttgart, F. Enke, 1990, 187.

- Con Gilles Bachelet (per le illustrazioni) :
  - Le monde merveilleux des volcans, Paris, Éditions Hachette Jeunesse, Collection "Réponses aux "dis, pourquoi..?" des 5-8 ans, 1984, 58 p.

- Con Maurice Krafft e François-Dominique de Larouzière:
  - Guide des volcans d'Europe et des Canaries, Neuchätel: Delachaux et e mri sepoltAp.